# ゲゲゲの鬼太郎 お化けナイター
もしかして
- ゲゲゲの鬼太郎 おばけナイター

ではありませんか？